# Porodin (Aleksinac)
Pour les articles homonymes, voir Porodin.
Porodin (en serbe cyrillique : Породин) est un village de Serbie situé dans la municipalité d'Aleksinac, district de Nišava. Au recensement de 2011, il comptait 103 habitants.

## Démographie
| 1948 | 1953 | 1961 | 1971 | 1981 | 1991 | 2002 | 2011 |
| ---- | ---- | ---- | ---- | ---- | ---- | ---- | ---- |
| 359  | 375  | 355  | 325  | 293  | 230  | 154  | 103  |

|  |